# Mistrovství světa v rallye 1985
Mistrovství světa v rallye 1985 (anglicky: World Rallye Championchip 1985) byla série závodů mistrovství světa v rallye v roce 1985. Vítězem se stal fin Timo Salonen na voze Peugeot 205 Turbo 16. Automobilka Peugeot získala i pohár konstruktérů.

## Rallye Monte Carlo 1985
1. Ari Vatanen, Harryman - Peugeot 205 T16
2. Walter Röhrl, Geistdorfer - Audi Sport Quattro
3. Timo Salonen, Harjanne - Peugeot 205 T16
4. Stig Blomqvist, Cederberg - Audi Sport Quattro
5. Bruno Saby, Fauchille - Peugeot 205 T16
6. Henri Toivonen, Piironen - Lancia 037 Rally
7. Snobeck, Bechu - Renault 5 Turbo
8. Jean-Claude Andruet, Peuvergne - Citroën Visa 1000 Pistes
9. Miki Biasion, Siviero - Lancia 037 Rally
10. Chomat, Breton - Citroën Visa 1000 Pistes

## Švédská rallye 1985
1. Ari Vatanen, Harryman - Peugeot 205 T16
2. Stig Blomqvist, Cederberg - Audi Sport Quattro
3. Timo Salonen, Harjanne - Peugeot 205 T16
4. Hannu Mikkola, Hertz - Audi Sport Quattro
5. Per Eklund, Whittock - Audi Quattro A2
6. Gunnar Petersson, Petersson - Audi 80 Quattro
7. Mikael Ericsson, Johansson - Audi 80 Quattro
8. Ingvar Carlsson, Melander - Mazda RX-7
9. Jonsson, Gustavsson - Opel Ascona 400
10. Eriksson, Thorszelius - Opel Kadett GSI

## Portugalská rallye 1985
1. Timo Salonen, Harjanne - Peugeot 205 T16
2. Miki Biasion, Siviero - Lancia 037 Rally
3. Walter Röhrl, Geistdorfer - Audi Sport Quattro
4. Stig Blomqvist, Cederberg - Audi Sport Quattro
5. Werner Grissmann, Patterman - Audi Quattro A2
6. Jose Miguel, Nascimento - Ford Escort RS1800
7. Bica, Sena - Ford Escort RS1800
8. Mendes, Cunha - Nissan 240 RS
9. Ortigao, Batista - Toyota Celica GT
10. Faria, Manuel - Ford Escort RS1800

## Safari rallye 1985
1. Juha Kankkunen, Gallagher - Toyota Celica TCT
2. Björn Waldegaard, Thorselius - Toyota Celica TCT
3. Mike Kirkland, Levitan - Nissan 240 RS
4. Aaltonen, Drevs - Opel Manta 400
5. Ervin Weber, Wanger - Opel Manta 400
6. Ambrisino, Le Saux - Nissan 240 RS
7. Timo Salonen, Harjanne - Peugeot 205 T16
8. Iwase, Vinayak - Opel Manta 400
9. Patel, Kandola - Nissan 240 RS
10. Vittuli, Nixon - Subaru RX Turbo

## Korsická rallye 1985
1. Jean Ragnotti, Thimonier - Renault Maxi 5 Turbo
2. Bruno Saby, Fauchille - Peugeot 205 Turbo 16 E2
3. Bernard Beguin, Lenne - Porsche 911 SC RS
4. Billy Coleman, Morgan - Porsche 911 SC RS
5. Yves Loubet, Vieu - Alfa Romeo GTV6
6. Balas, Laine - Alfa Romeo GTV6
7. Bouquet, Morel - Talbot Samba
8. Bartoli, Falempin - Renault 5 Turbo
9. Paoletti, Santucci - Renault 5 Turbo
10. Bernardini, Bernardini - BMW 323i

## Acropolis rallye 1985
1. Timo Salonen, Harjanne - Peugeot 205 T16 E2
2. Stig Blomqvist, Cederberg - Audi Sport Quattro
3. Ingvar Carlsson, Melander - Mazda RX-7
4. Shekhar Mehta, Mehta - Nissan 240 RS
5. Sajid Al-Hajri, Spiller - Porsche 911 SC RS
6. Achim Warmbold, Biche - Mazda RX-7
7. Mike Kirkland, Levitan - Nissan 240 RS
8. Moschous, Vazakas - Nissan 240 RS
9. Franz Wittmann, Ogrisek - Volkswagen Golf II GTI
10. Stratissino, Sassalos - Nissan 240 RS

## Rallye Nový Zéland1985
1. Timo Salonen, Harjanne - Peugeot 205 T16 E2
2. Ari Vatanen, Harryman - Peugeot 205 T16 E2
3. Walter Röhrl, Geistdorfer - Audi Sport Quattro
4. Stig Blomqvist, Cederberg - Audi Sport Quattro
5. Stewart, Parkhill - Audi Quattro A2
6. Cook, Jones - Nissan 240 RS
7. Tulloch, Cowan - Ford Escort RS1800
8. Bourne, Eggleton - Subaru RX Turbo
9. Donald, Lancaster - Nissan 240 RS
10. Teesdale, Haldane - Subaru RX Turbo

## Argentinská rallye 1985
1. Timo Salonen, Harjanne - Peugeot 205 T16 E2
2. Weinder, Zehetner - Audi Quattro A2
3. Reuteman, Fauchille - Peugeot 205 T16 E2
4. Shekhar Mehta, Mehta - Nissan 240 RS
5. Soto, Christie - Renault 18 GTX
6. Stillo, Stillo - Renault 12 TS
7. Shah, Drews - Nissan 240 RS
8. Bodin, Cunha - Chevrolet Chevette
9. West, Assadourian - Ford Escort 1,6
10. Etchegoyen, Borrallo - Ford Escort 1,6

## Finská rallye 1985
1. Timo Salonen, Harjanne - Peugeot 205 T16 E2
2. Stig Blomqvist, Cederberg - Audi Quattro S1
3. Markku Alen, Kivimaki - Lancia 037 Rally
4. Henri Toivonen, Piironen - Lancia 037 Rally
5. Kalle Grundell, Diekmann - Peugeot 205 T16 E2
6. Per Eklun, Berglund - Audi Quattro A2
7. Björn Waldegaard, Thorselius - Toyota Celica TCT
8. Mikael Ericsson, Johansson - Audi 80 Quattro
9. Lars-Erik Torph, Svanstrom - Volkswagen Golf II GTI
10. Sebastien Lindholm, Pettersson - Audi 80 Quattro

## Rallye San Remo 1985
1. Walter Röhrl, Geistdorfer - Audi Quattro S1
2. Timo Salonen, Harjanne - Peugeot 205 T16 E2
3. Henri Toivonen, Piironen - Lancia 037 Rally
4. Markku Alen, Kivimaki - Lancia 037 Rally
5. Dario Cerato, Cerri - Lancia 037 Rally
6. Miki Biasion, Siviero - Lancia 037 Rally
7. Del Zoppo, Tognana - Peugeot 205 T16 E2
8. Werner Grissmann, Patterman - Audi Quattro A2
9. Franz Wittmann, Ogrisek - Volkswagen Golf II GTI
10. Tchine, Gandolfo - Opel Manta 400

## Rallye Pobřeží slonoviny 1985
1. Juha Kankkunen, Gallagher - Toyota Celica TCT
2. Björn Waldegaard, Thorselius - Toyota Celica TCT
3. Ambrisino, Le Saux - Nissan 240 RS
4. Mike Kirkland, Levitan - Nissan 240 RS
5. Salim, Konan - Mitsubishi Lancer Turbo
6. Molino, Massela - Subaru RX Turbo
7. De Granville, Carrascosa - Toyota Celica GT
8. Dieval, Cournil - Mitsubishi Lancer

## RAC Rallye 1985
1. Henri Toivonen, Piironen - Lancia Delta S4
2. Markku Alen, Kivimaki - Lancia Delta S4
3. Tony Pond, Arthur - MG Metro 6R4
4. Per Eklund, Berglund - Audi Quattro A2
5. Juha Kankkunen, Gallagher - Toyota Celica TCT
6. Jimmy McRae, Grindrod - Opel Manta 400
7. Kaby, Gormley - Nissan 240 RS
8. Brookes, Broad - Opel Manta 400
9. Millen, Rainbow - Mazda RX-7

## Celkové pořadí

### Značky
1. Peugeot Sport - 142
2. Audi Sport - 126
3. Lancia Racing - 70
4. Nissan Motorsport - 56
5. Toyota Team Europe - 44
6. Renault Sport - 38
7. Volkswagen Motorsport - 29
8. Opel Motorsport - 25
9. Porsche Motorsport - 24
10. Mazda Motorsport - 22

### Jezdci
1. Timo Salonen, Harjanne - Peugeot 205 T16 E2 - 127
2. Stig Blomqvist, Cederberg - Audi Sport Quattro - 75
3. Walter Röhrl, Geistdorfer - Audi Sport Quattro - 59
4. Ari Vatanen, Harryman - Peugeot 205 T16 E2 - 55
5. Juha Kankkunen, Gallagher - Toyota Celica TCT - 48
6. Henri Toivonen, Piironen - Lancia Delta S4 - 48
7. Markku Alen, Kivimaki - Lancia Delta S4 - 37
8. Björn Waldegaard, Thorselius - Toyota Celica TCT - 34
9. Mike Kirkland, Levitan - Nissan 240 RS - 26
10. Per Eklund, Berglund - Audi Quattro A2 - 24